# Местное солнечное время
Ме́стное со́лнечное вре́мя может обозначать:
- местное истинное солнечное время, определяемое в месте нахождения наблюдателя видимым положением Солнца на небесной сфере (например, истинный полдень в некоторой точке Земли наступает в момент верхней кульминации Солнца);
- местное среднее солнечное время в некоторой точке на поверхности Земли.

## Терминология
В ряде энциклопедических словарей понятие местное солнечное время представлено наименованием местное время и, как правило, с противопоставлением понятию поясное время. Однако в 2011 году в России законом «Об исчислении времени» понятие местное время введено в официальное обращение фактически взамен понятий поясное время и декретное время.

## Истинное и среднее солнечное время

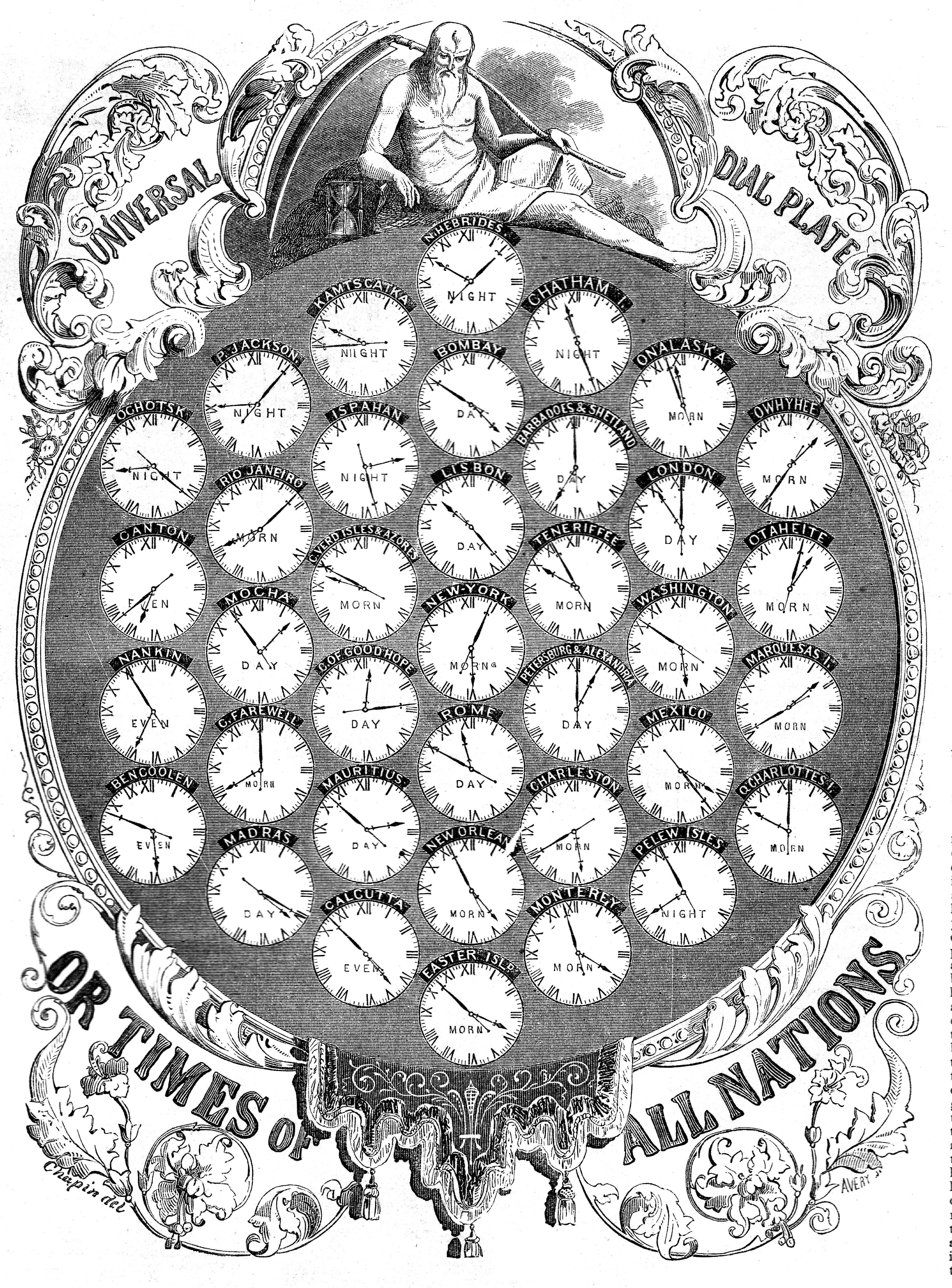
Местное среднее солнечное время в городах в один момент в 1853 году

Местное истинное солнечное время определяется положением Солнца. Вследствие того, что орбита, по которой Земля движется вокруг Солнца, не является окружностью, а ось суточного вращения Земли имеет наклон к плоскости орбиты (из-за чего на Земле происходит смена времён года), истинное солнечное время неравномерно. Максимальная разница в продолжительности истинных солнечных суток в течение года составляет примерно 50 с, а отклонение времени начала суток от его среднего значения может достигать 16 мин. Это отклонение может быть получено для любого дня года из так называемого уравнения времени.
Точно местное истинное солнечное время можно узнать, измерив специальным астрономическим инструментом часовой угол Солнца. Приблизительно солнечное время можно узнать по солнечным часам (низкая точность которых обусловлена размытостью тени).
Местное истинное солнечное время использовалось в жизни обычного человека примерно до XVIII века. К концу XVIII века широкое распространение получили механические часы, конструкция которых всё более совершенствовалась. Различные государства постепенно начали пользоваться средним солнечным временем, предпочитая его истинному, — в Женеве оно было введено с 1780, в Лондоне — с 1792, в Берлине — с 1810, в Париже — с 1816 года.
Для городского жителя местное истинное солнечное время — скорее астрономическая абстракция, которая не имеет большого значения в его жизни, поскольку оно неравномерно. Действительно, сложно сделать механические часы, которые идут с переменной скоростью в течение года. Местное среднее солнечное время потеряло актуальность в конце XIX — начале XX века в связи с введением системы часовых поясов и поясного времени.

## Расчёты

### Расчёт среднего солнечного времени
Поясное (или официальное) время во всех часовых поясах (часовых зонах) сдвинуто на целое число часов (в некоторых странах с добавлением минут) относительно среднего солнечного времени на Гринвичском меридиане, которое называют универсальным и обозначают UTC (Universal Time Coordinated — всемирное координированное время).
От универсального времени отсчитывается не только официальное время в любом часовом поясе, но можно рассчитать и местное среднее солнечное время на любом меридиане.
Например, чтобы узнать среднее солнечное время в центре Москвы, нужно перевести географическую долготу места в часовые единицы: 37°37' соответствует 2:30:28. Следовательно, среднее солнечное время в центре Москвы отличается от UTC на +2:30:28. С учётом того, что Москва относится к часовому поясу UTC+3:00, средний солнечный полдень в центре Москвы наступает в 12:29:32 по местному поясному времени.

### Расчёт истинного времени
Если учесть значение уравнения времени, то можно узнать истинное время на основании точного официального времени, то есть рассчитать положение Солнца без солнечных часов. Формула в общем виде:
{\displaystyle ST=UTC+\lambda +EOT},
где {\displaystyle ST} — истинное время, {\displaystyle UTC} — универсальное время по Гринвичу, {\displaystyle \lambda } — долгота в часовых единицах, {\displaystyle EOT} — значение уравнения времени.
В некоторых странах официальное время на летний период года сдвигают на один час вперёд. На универсальное время это не влияет (поэтому формула верна и летом), но если универсальное время UTC считать на основании официального, то следует учесть и этот летний час.